# Ramon Ramon Palau
Ramon Ramon Palau   (Eivissa, 6 de febrer de 1958) és un ex-pilot de motocròs eivissenc que destacà en competicions estatals durant la dècada de 1970, arribant a guanyar el campionat d'Espanya en categoria sènior 250 cc el 1977.

## Resum biogràfic
Fill de llauradors, Ramon entrà a treballar de planxista en un taller d'automòbils a 14 anys. El 1974 provà per primer cop una motocicleta de motocròs en una cursa organitzada per l'Escuderia Ronsana en una hípica de l'illa. Poc després, es comprà una OSSA de trial i començà a practicar pels voltants de casa seva, fins que un dia el veieren entrenant-se dos patrocinadors de motociclistes eivissencs, Bufí i Guerra, i li oferiren sengles Montesa Cota de trial i Cappra 125 de motocròs per a entrenar-se i competir.
Amb la Cappra debutà en una cursa de motocròs a Eivissa i, tot seguit, s'apuntà al Trofeu Montesa (el primer que es disputava, l'any 1976) i es desplaçà a Mollet del Vallès per a córrer-ne la primera prova. Allà, tot i ser la segona cursa de motocròs que corria, guanyà amb autoritat davant de pilots de gran nivell, entre els quals el vigatà Toni Arcarons. Finalment, acabà guanyant el Trofeu i Montesa el fitxà com a pilot oficial per a disputar el Campionat d'Espanya Júnior en les cilindrades de 74 i 125cc com a company del vigatà, qui acabà guanyant ambdós títols. Ramon fou subcampió en 125cc.
De cara a 1977, havent pujat ja a categoria Sènior, Ramon seguí com a oficial de Montesa i disputà els campionats d'Espanya de 250 i 500cc, quedant subcampió rere Arcarons en 500cc i guanyant el títol de 250cc. D'ençà de 1978, però, Ramon deixà de formar part de l'equip oficial de Montesa i hagué de seguir disputant el campionat d'Espanya de forma privada, amb la qual cosa els seus resultats davallaren considerablement.

## Palmarès
- Guanyador del Trofeu Montesa (1976)

### Campionat d'Espanya
| Any  | Motocicleta | 500 cc    | 250 cc    | 125 cc    |
| ---- | ----------- | --------- | --------- | --------- |
| 1976 | Montesa     | -         | -         | 2n Júnior |
| 1977 | Montesa     | 2n Senior | 1r Senior | -         |
| 1978 | Montesa     | ?         | 6è        | -         |
| 1979 | Montesa     | -         | 12è       | -         |
| 1980 | Montesa     | ?         | ?         | -         |